# Kolvereid
Kolvereid è un villaggio della Norvegia, situato nella municipalità di Nærøysund, nella contea di Trøndelag.